# كييل إتش هالفورسن
كييل إتش هالفورسن هو دبلوماسي نرويجي، ولد في 4 مايو 1946، وتوفي في 18 مارس 2006.